# Wrightia demartiniana
Wrightia demartiniana är en oleanderväxtart som beskrevs av Emilio Chiovenda. Wrightia demartiniana ingår i släktet Wrightia och familjen oleanderväxter. Inga underarter finns listade i Catalogue of Life.